# Eurycletodes (Oligocletodes) aculeatus
Eurycletodes (Oligocletodes) aculeatus is een eenoogkreeftjessoort uit de familie van de Argestidae. De wetenschappelijke naam van de soort werd in 1920 voor het eerst geldig gepubliceerd door Georg Ossian Sars.